# Fritz Schmidt
Fritz Schmidt (Eisbergen, 19 novembre 1903 – Chartres, 26 giugno 1943) è stato un politico tedesco, Generalkommissar zur Besonderen Verwendung (commissario generale con incarichi speciali) del Reichskommissariat Niederlande, governo tedesco di occupazione dei Paesi Bassi, dal maggio 1940 al giugno 1943.
È stato uno dei quattro ministri del Reichskommissar, Arthur Seyss-Inquart. Schmidt morì il 26 giugno 1943 in condizioni non del tutto chiare, cadendo, essendo spinto o suicidandosi da un treno in corsa. Il suo successore nell'incarico di Generalkommissar fu Willi Ritterbusch.

## Biografia
Schmidt, dopo aver completato gli studi superiori a Rinteln e nel 1922 si arruolò nel Reichswehr rimanendovi per 4 anni. Subito dopo congedato, nel 1926, divenne membro attivo del Partito Nazionalsocialista Tedesco dei Lavoratori (NSDAP). Nel 1929 divenne membro della SA, le cosiddette squadre d'assalto, il primo gruppo paramilitare del Partito Nazista. Dopo l'invasione tedesca dei Paesi Bassi, nel settembre 1940, Schmidt ricevette l'incarico di Generalkommissar zur Besonderen Verwendung. Tra i suoi compiti figurava anche quello di influenzare e manipolare l'opinione pubblica nei Paesi Bassi. Anche per questo motivo si avvalse della collaborazione di Anton Mussert e del Nationaal-Socialistische Beweging (NSB).
Schmidt assunse anche un ruolo di primo piano nel Plan-Frederiks un progetto ideato da Karel Johannes Frederiks, segretario generale del Ministero degli Interni dei Paesi Bassi, che mantenne l'incarico anche durante l'occupazione tedesca. Secondo questo piano si sarebbero dovuti proteggere alcuni ebrei, specialmente quelli che avevano combattuto nella prima guerra mondiale per la Germania o fatto comunque gli interessi della stessa. Il coinvolgimento in questo piano lo inimicò al potente Hanns Albin Rauter, Generalkommissar für das Sicherheitswesen (commissario generale per la sicurezza) nonché Höhere SS- und Polizeiführer (comandante superiore delle SS e della polizia) nei Paesi Bassi e di Himmler, ideatore e fautore della soluzione finale della questione ebraica.
Nel corso del 1943, quale rappresentante dell''NSDAP Schmidt, accusando le SS di non fare gli interessi del Partito Nazista e continuando a proteggere Mussert, non molto ben visto negli ambienti delle SS, entrò in aperto conflitto con Rauter e Himmler. Schmidt accusava il partito nazista e delle SS di giocare uno contro l'altro. Inoltre, quale responsabile politico del progetto di far tornare gli ex-militari olandesi che avevano combattuto all'inizio della guerra contro i tedeschi stessi nei campi di prigionia ed i conseguenti scioperi che ne scaturirono tra l'aprile ed il maggio 1943, non giocarono a suo favore. Persino il suo diretto superiore Martin Bormann, capo della cancelleria del NSDAP (Parteikanzlei) e segretario personale di Adolf Hitler prese le distanze dal suo operato isolandolo quasi del tutto.
Il 26 giugno 1943 Schmidt, durante un giro di ispezione del Vallo Atlantico, morì cadendo dal treno. Non è mai stato accertato se si fosse trattato di incidente, omicidio o suicidio. Secondo lo storico Loe de Jong l'ipotesi del suicidio è quella più accreditata.